# Сергеевка (Бижбулякский район)
Сергеевка (баш. Сергеевка) — упразднённая в 2005 году деревня Каменского сельсовета Бижбулякского района Республики Башкортостан.

## География
Находился на автодороге из д.Дубровка, у реки Седяк.

### Географическое положение
Расстояние до (на 1 января 1969):
- районного центра (Бижбуляк): 30 км,
- центра сельсовета (Каменка): 5 км,
- ближайшей ж/д станции (Абдулино): 35 км.

## История
Закон «О внесении изменений в административно-территориальное устройство Республики Башкортостан в связи с образованием, объединением, упразднением и изменением статуса населённых пунктов, переносом административных центров» от 20 июля 2005 года № 211-з., ст.1 гласил:

4. Упразднить следующие населённые пункты:
….

11) в Бижбулякском районе:
а) поселок Сандалак Михайловского сельсовета;
б) деревню Веселая Роща Кенгер-Менеузовского сельсовета;
в) поселок Озеровка Сухореченского сельсовета;
г) поселок Сергеевка Каменского сельсовета;

д) поселок Тумашелга  Калининского сельсовета

## Население
На 1 января 1969 года проживали 132 человека; преимущественно мордва.